# ماكيدا موكا
ماكيدا موكا هي ممثلة وعارضة أزياء نيجيرية مصرية. لعبت دور موني في المسلسل التلفزيوني 2014 جيدي أب، ولعبت دور ضحية اغتصاب في فيلم الدراما إيميم إيسونغ لعام 2015 كود الصمت. بصفتها عارضة أزياء، فهي سفيرة العلامة التجارية لـ فرانكي وشركاه.

## النشأة والوظيفة
ولدت موكا في القاهرة، مصر لأم نيجيرية وأب نيجيري من أصل نيجيري من جامايكا. التحقت بالتعليم الابتدائي والثانوي في لاغوس، ثم التحقت بجامعة بنين. كان لديها تطلعات لأن تصبح جيولوجية تعمل في شركة نفط. على الرغم من كونها ليست طويلة، إلا أنها انخرطت في عرض الأزياء، عندما فازت في مسابقة وجه نيجيريا الأنيق الافتتاحية في عام 2009. لقد حظيت باهتمام في وسائل الإعلام الأفريقية لإحساسها بالموضة. كعارضة أزياء هي سفيرة العلامة التجارية لـ فرانكي وشركاه

## مهنة الفيلم
في عام 2015، صورت موكا ضحية اغتصاب جماعي في مدونة الصمت، التي اغتصبها سياسي محلي ومساعده. ووجدت أن تصوير الصورة تجربة شديدة أصابتها بالصدمة لدرجة أنها كانت تبكي في كثير من الأحيان بعد قطع المشاهد. لعبت موكا دور البطولة في طعم الحب في عام 2016 وهو مسلسل تلفزيوني أفريقي يعرض أسبوعيا على سحر أفريقيا وتلفزيون سيلفربيرد وتلفزيون أفريقيا المستقل، وحصلت على ترشيحها لـ أفضل ممثلة رئيسية في حفل جوائز استحقاق المذيعين النيجيريين لعام 2016.
في عام 2017، لعبت موكا دور ميلاني في المسلسل الكوميدي الجريمة المفتش كي ؛ كانت شخصيتها في المسلسل شابة متحمسة لوسائل التواصل الاجتماعي أصبحت ضحية لمعلومات مزيفة على الإنترنت وسط جريمة قتل. ومع ذلك، أدت المعلومات التشهيرية من المدونة إلى زيادة جمهورها الرقمي لراحة تامة. تلقت سلسلة الويب مراجعات مختلطة إلى سلبية، حيث وصفت بأنها غير مضحكة ومخيبة للآمال. كما انتقدت التمثيل والإنتاج والحوار والتآمر. حصلت على تصنيف 50٪ من قصص نوليوود الحقيقية، الذي اعترف بأن التصوير السينمائي والموسيقى التصويرية مثيران للإعجاب. بعنوان أمين الثقافة المفتش يكرّم وسائل التواصل الاجتماعي ومع ذلك يسقط فلات، مع وصف إكسبلور نوليوود الحلقة الأخيرة بأنها مفاجئة. كما لعبت دور النينجا الهندي في الكوميديا الرومانسية الخارقة للطبيعة، جزيرة الموز الشبح. تبين لاحقًا أن شخصيتها تعاني من أزمة هوية في بشرتها ونسبها.

## فيلموغرافيا
- شبح جزيرة الموز (2017)[16][17]
- قانون الصمت (2015)
- جيدي أب (مع أوه. سي. أوكيجي)
- طعم الحب (مع بلوسوم تشوكوجيكي)[18][19][20]
- المفتش ك[21][22]

## أنظر أيضا
- قائمة الممثلين النيجيريين